# Mar del Plata
Mar del Plata è una città costiera dell'Argentina situata nella provincia di Buenos Aires e capoluogo del partido di General Pueyrredón.
Fondata nel 1874, Mar del Plata è il principale centro del turismo balneare argentino, nonché un importante porto peschereccio. La sua popolazione si triplica nell'alta stagione quando turisti da tutto il Paese confluiscono nella città.
È chiamata La ciudad feliz (la città felice) o semplicemente La feliz (la felice).

## Geografia fisica
Mar del Plata sorge lungo la costa atlantica dell'Argentina, nel sud-est della provincia di Buenos Aires, a 369 km a sud del capoluogo La Plata e a 414 km a sud della capitale nazionale Buenos Aires. 

### Clima
La città gode di un clima temperato oceanico.

## Storia
In origine, prima dell'arrivo degli europei, la zona in cui oggi sorge Mar del Plata era abitata da tribù nomadi di etnia Mapuche, Het e Tehuelche del Nord.
Il 10 febbraio 1874 Patricio Peralta Ramos comprò dei terreni sui quali sorgeva un salatoio dismesso e vi fondò la città. Dodici anni dopo la località fu raggiunta dalla ferrovia proveniente da Buenos Aires dando così il via allo sviluppo turistico del villaggio. Con la rapida crescita dell'insediamento il villaggio fu raggiunto da grandi ondate di immigrati, principalmente italiani e spagnoli, che contribuirono in maniera determinante all'espansione economica di Mar del Plata.
Il 19 luglio 1907 la legislatura provinciale conferì a Mar del Plata lo status città. Nel 1932 fu ultimata la costruzione della strada che univa direttamente la città con Buenos Aires. Negli anni cinquanta la città iniziò a diventare una popolare meta del turismo di massa nazionale, con migliaia di turisti che si riversavano nelle sue spiagge.
In occasione del Campionato mondiale di calcio 1978 Mar del Plata fu sede di sei partite del torneo.

## Monumenti e luoghi d'interesse

### Architetture religiose
- Cattedrale dei Santi Pietro e Cecilia

### Architetture civili
- Palazzo Cosmos, grattacielo progettato da Juan Antonio Dompé
- Villa Normandy, eretta nel 1918-19 ed ex-sede del consolato italiano di Mar del Plata
- Villa Devoto, opera di Alejandro Bustillo
- Chalet Saint Michel
- Casinò di Mar del Plata
- Villa Victoria
- Chalet Magnasco
- Villa Álzaga Unzué
- Villa Ortiz Basualdo
- Chalet marplatense
- Torre idrica di Mar del Plata, eretta nel 1943 in stile neomedievale

## Cultura

### Eventi
Nella città si svolge, dal 1954, il Mar del Plata Film Festival, uno dei festival cinematografici più importanti del Sud America.

### Istruzione

#### Musei
- Museo d'arte contemporanea della provincia di Buenos Aires (MAR)
- Museo Municipale d'Arte "Juan Carlos Castagnino"
- Museo di Scienze Naturali "Lorenzo Scaglia"
- Museo del Sottomarino
- Museo del Portuale "Cleto Ciocchini"

#### Università
La città è sede dell'Università Nazionale di Mar del Plata.

## Infrastrutture e trasporti
Il principale mezzo di trasporto pubblico di Mar del Plata è l'autobus, detto colectivo. Per poter utilizzare i colectivos, bisogna acquistare un'apposita carta magnetica (tarjeta) disponibile in diversi punti vendita (supermercati, rifornitori di benzina, tabaccherie (polirrubros) ecc.)
Per utilizzare la carta magnetica bisogna addebitare l'importo necessario nei punti di ricarica. Il prezzo del viaggio è unico per tutta la città e dintorni.
Vi sono inoltre i taxi e i remis, un tipo particolare di taxi prenotabili per telefono o tramite app.

### Strade
Mar del Plata è unita a Buenos Aires dalla strada provinciale 2, una superstrada suddivisa in due carreggiate lunga 370 km. La strada nazionale 226 collega invece la città con il centro e l'ovest della provincia bonaerense. I collegamenti con le località balneari di Miramar, Villa Gesell e Pinamar sono assicurati dalla strada provinciale 11, mentre quelli con Necochea sono garantiti dalla strada provinciale 88.

### Ferrovie
Mar del Plata dispone di una stazione ferroviaria, che funge anche da autostazione, che assicura i collegamenti con Buenos Aires.

### Porti
Mar del Plata è uno dei principali porti pescherecci dell'Argentina. Lo scalo portuale cittadino, costruito nel 1916, è situato a sud del centro.

### Aeroporti
Mar del Plata possiede un aeroporto internazionale, (cod. IATA: MDQ) a 8 chilometri dalla città, sull'autostrada 2, che unisce Mar del Plata con Buenos Aires. L'aeroporto, battezzato negli anni novanta col nome Brigadier General Bartolomé de la Colina, è stato ribattezzato col nome del celebre musicista marplatense Astor Piazzolla.

## Sport
La principale società sportiva della città è l'Aldosivi, la cui sezione calcistica disputa le sue partite interne presso lo Stadio José María Minella, costruito in occasione del Campionato mondiale di calcio 1978, dove fu sede di sei incontri.

## Amministrazione

### Gemellaggi
Mar del Plata è gemellata con:
- Agrigento, Italia
- Acireale, Italia (1996)
- Bari, Italia (2000)
- San Benedetto del Tronto, Italia
- Porto Recanati, Italia
- Sant'Angelo in Vado, Italia
- Sorrento, Italia (2007)
- Salzano, Italia
- Viña del Mar, Cile (2001)
- Tientsin, Cina (2001)
- L'Avana, Cuba (1998)
- La Coruña, Spagna (2000)
- Palma di Maiorca, Spagna
- Fort Lauderdale, Stati Uniti (2001)
- Cancún, Messico (1987)
- Isla Mujeres, Messico (2001)
- San Pietroburgo, Russia (2010)
- Cantone di Friburgo, Svizzera (1994)
- Mafalda, Italia
- Isola d'Ischia, Italia